# Ramaz Zoidze
Ramaz Zoidze (georgiska: რამაზ ზოიძე), född 13 februari 1996, är en georgisk brottare som tävlar i grekisk-romersk stil.

## Karriär
Vid EM 2025 i Bratislava tog Zoidze silver i 77 kg-klassen efter en finalförlust mot armeniske Malchas Amojan.